# الک کریک (کالیفرنیا)
الک کریک (به انگلیسی: Elk Creek) یک منطقهٔ مسکونی در ایالات متحده آمریکا است که در شهرستان گلن، کالیفرنیا واقع شده‌است. الک کریک ۳٫۸۳۵ کیلومتر مربع مساحت و ۱۶۳ نفر جمعیت دارد و ۲۲۷ متر بالاتر از سطح دریا واقع شده‌است.